# Francis Van den Eynde
Seraphin François (dit Francis) Van den Eynde, né le 1er avril 1946 à Bruxelles et mort le 4 mars 2021 à Alost, est un homme politique belge flamand, membre du Vlaams Belang.

## Biographie
Francis Van den Eynde a été chef du service "Sinistres" dans une compagnie d'assurances. Il était marié et a eu 4 enfants ; Francis Van den Eynde souffrait de problèmes cardiaques.

## Fonctions politiques
- Ancien vice-président de la Chambre de 1999 à 2001[3]
- Conseiller communal de Gand
- Député fédéral du 24 novembre 1991 au 6 mai 2010.